# 303P/NEAT
303P/NEAT, komet Jupiterove obitelji